# M39 revolverágyú
Az M39 gépágyú egy 20 mm-es egycsövű revolverágyú volt, melyet az 1940-es évek végén fejlesztettek ki az Amerikai Egyesült Államok Légiereje számára. Az 1950-es évek elejétől egészen az 1980-as évekig alkalmazták különféle vadászrepülőgépek fegyverzeteként.

## Fejlesztés
Az M39 gépágyút a Springfield Armory fejlesztette ki a második világháború idejéből származó német Mauser MG 213 alapján, amely egy 20 mm-es (30 mm-es változata is volt) gépágyú volt. Ugyanez a fegyver szolgált alapjául a brit ADEN és a francia DEFA gépágyúknak is, de az amerikai változat 20 mm-es űrméretben készült a nagyobb tűzgyorsaság és csőtorkolati sebesség elérése érdekében. A fegyverhez készített 20×102 mm-es lőszert használták később a francia M621 és az M61 Vulcan gépágyúhoz is.
A fegyvert kezdetben a T–160 típusjellel látták el, harctéri tesztekhez pedig először néhány F–86 Sabre vadászrepülőgépbe építették be az 1952-es év végén indított „GunVal” program alatt, majd 1953 elején vetették be először Korea felett. Ezt követően ez a fegyver lett a szabványos fegyverzete az F–86H vadászbombázónak, az F–100 Super Sabre, az F–101A és F–101C Voodoo és az F–5 Freedom Fighter vadászgépeknek. Az F–5 Tiger II jelenlegi változatai még mindig használják az M39A2 változatát a gépágyúnak. Az M39A2 változatot 1964-ben rendszeresítették.
Az M39 revolverágyút jelenleg a Kínai Köztársaság fejleszti tovább az XTR–101 és XTR–102 rendszereihez.

## A lövedék jellemzői
- Lövedék tömege: 101 g
- Típusa:
  - M56A3: HE–I lövedék 10,7 gramm RDX robbanótöltettel és 1,3 gram gyújtótöltettel
  - M242: HE–I–T
  - M53: AP–I lövedék amely képes átütni 6,3 mm-nyi hengerelt acéllemezt 1000 méteres távolságból 0°-os becsapódási szög esetén
  - M775: AP–I–T
  - M55A2: TP
  - M220: TP–T

## Fordítás
Ez a szócikk részben vagy egészben  a   M39 cannon című angol Wikipédia-szócikk ezen változatának fordításán alapul.  Az eredeti cikk szerkesztőit annak laptörténete sorolja fel. Ez a jelzés csupán a megfogalmazás eredetét és a szerzői jogokat jelzi, nem szolgál a cikkben szereplő információk forrásmegjelöléseként.